# Monasterio cartujo

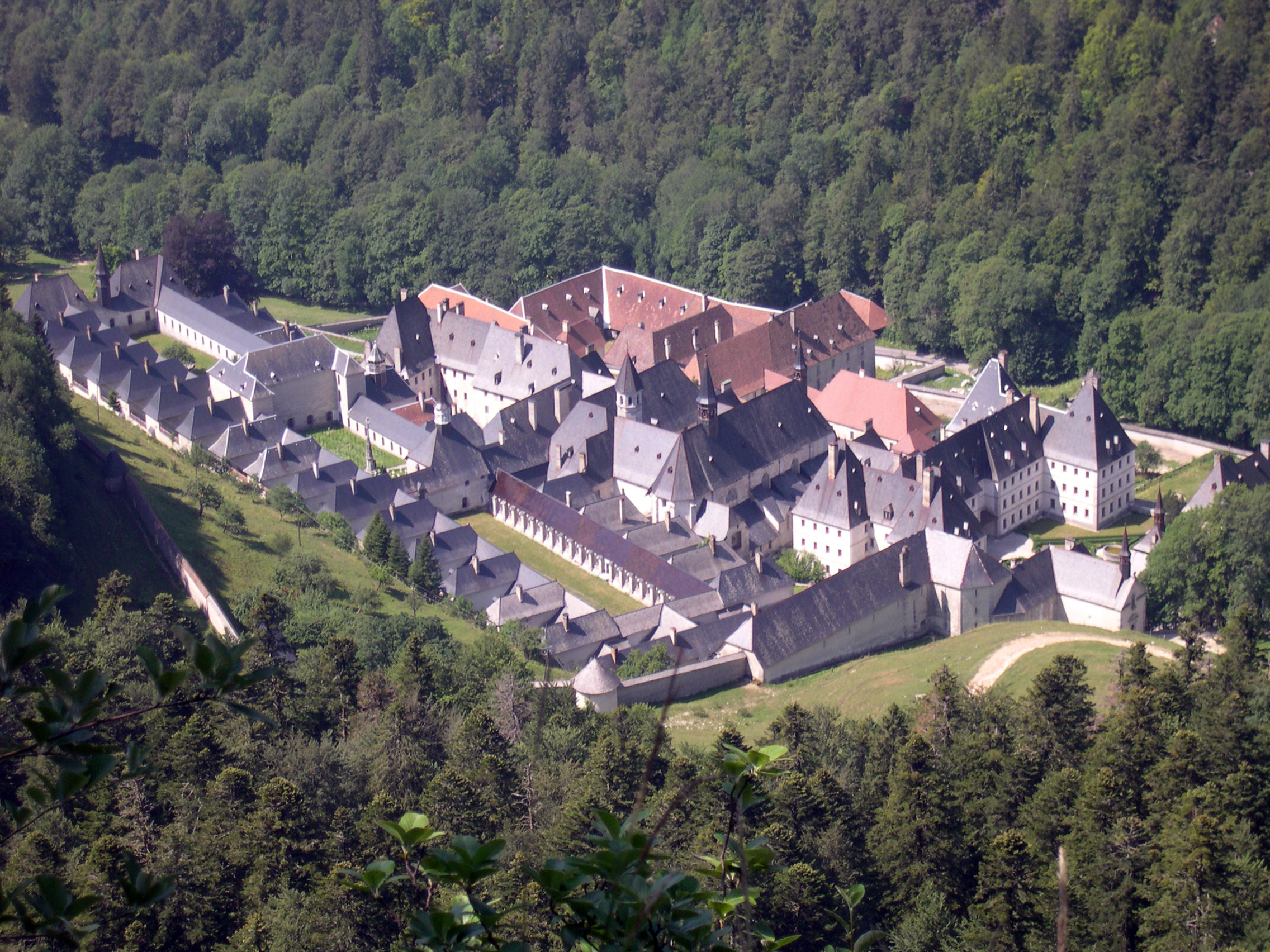
La Grande Chartreuse, en Isère (Francia), monasterio fundador y sede de la orden.

Una cartuja o monasterio cartujo es un monasterio de la orden religiosa de los cartujos. La palabra cartuja proviene del nombre de la Chartreuse, un macizo situado en Francia, al norte de Grenoble, donde San Bruno fundó la primera casa Cartuja.

## Historia
San Bruno fue el fundador del primer monasterio llamado "la Chartreuse". Fue edificado en 1084 con la ayuda de otros seis compañeros, en unos terrenos montañosos y solitarios que les había ofrecido Hugo, obispo de Grenoble (Francia), a poca distancia de esa ciudad. Construyen cabañas de madera individuales que unen a la zona de vida en común (iglesia, refectorio y sala capitular) a través de una galería, también de madera.
El lugar elegido pasó a lo largo del tiempo por varios desastres naturales como avalanchas de nieve y rocas, que afectaron al monasterio. Uno de los sucesores de San Bruno, Guido I, trasladó la comunidad algo más abajo de la gran montaña y fundó La Grande Chartreuse.
Guido I redactó en 1127 80 capítulos para una regla que tituló Consuetudines Cartusiae. El papa Inocencio II la aprobó en 1133. Se fundamenta en la regla benedictina más las normativas añadidas para la orden cartuja. Los monjes debían ser 12 y más adelante se llegó al número de 24. Vivían en celdas individuales con acceso a un pequeño huerto que cultivaba cada uno. Las celdas estaban dispuestas en torno al claustro. Para poder comunicarse con el resto del mundo se ayudaban de los hermanos, que también vivían en el monasterio pero apartados de los padres. Los hermanos tenían contacto con exterior.
Los cartujos llevaban una vida de contemplación y de retiro pero no necesariamente sus monasterios estaban construidos en lugares apartados y recónditos. El aislamiento lo daba el propio edificio y sus dependencias estructuradas especialmente con este fin. Durante los siglos XI, XII y XIII hubo muy pocas cartujas. En 1200 había sólo 37, mientras que Europa tenía centenares de monasterios benedictinos y premostratenses. En los siglos XIV y XV llegan a ser 195; es el momento de máximo esplendor y el momento en que se transforman los edificios, que pasan de tener una arquitectura funcional a ser centros de creación de arte.
Es en estos siglos cuando los poderosos de la tierra, los reyes, la nobleza y la burguesía se fijan en esta orden de vida contemplativa y sobria. Entonces quieren asegurarse de que las oraciones de los monjes cartujos les sirvan como intermediarias para la salvación de su alma. A cambio de las oraciones, dotan a los monasterios de grandes obras de arte. No se concibe en la época que los edificios donde habitan gentes tan santas sean austeros y pobres.

### Arquitectura de una cartuja
Se puede saber cómo estaba estructurada arquitectónicamente una cartuja gracias al completo plano de la cartuja de Clermont dibujado por Viollet-le-Duc, historiador y arquitecto francés del siglo XIX.

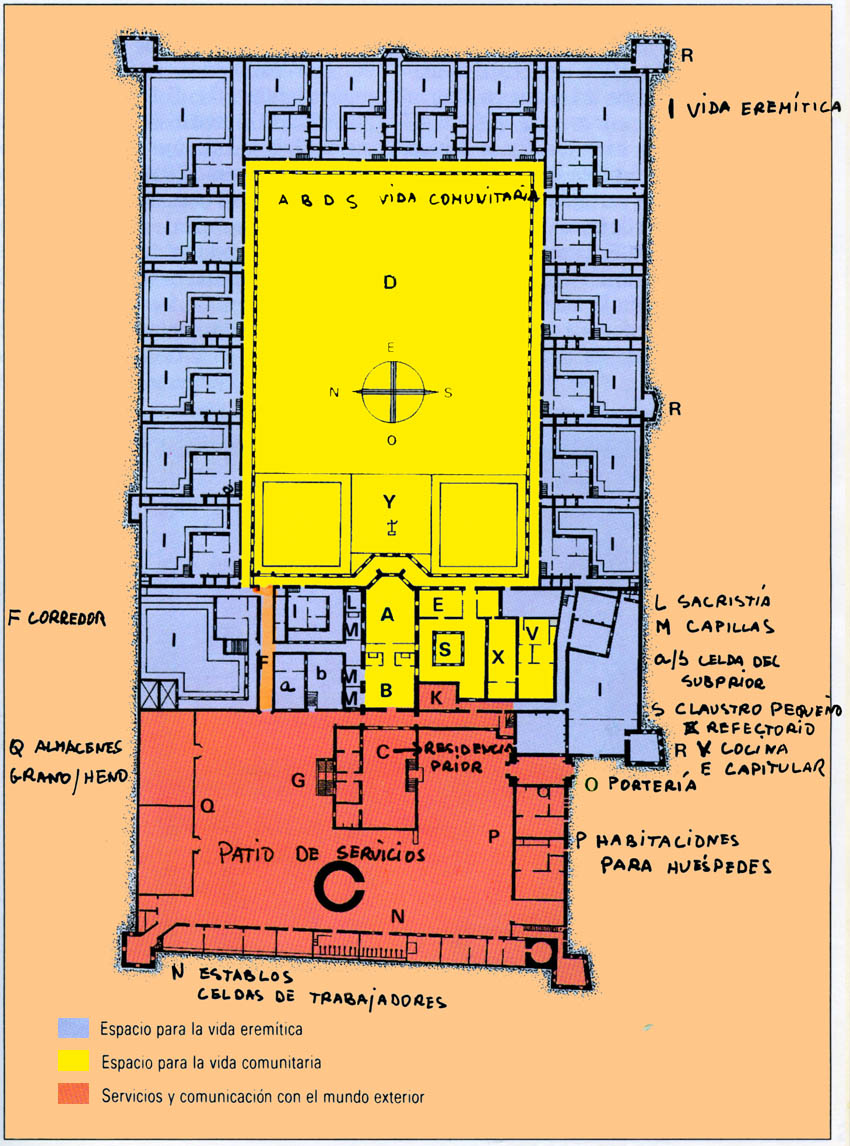
Plano de la cartuja de Clermont en Francia, según Eugène Viollet-le-Duc

En este plano se pueden distinguir dos áreas bien diferenciadas: una de mayor extensión que comprende el verdadero monasterio, destinada a la vida comunitaria, y otra de servicios y comunicación con el exterior.
La zona de servicios consta de un gran patio donde se distribuyen los aposentos. Cualquier persona no perteneciente a la comunidad tiene acceso a esta zona, a la que entra por la portería instalada en el lado sur. Junto a ella están las habitaciones para huéspedes. En el centro del patio se encuentra la residencia del prior (no la celda) que a su vez tiene un pequeño patio con una fuente. En este espacio el prior podía trabajar y recibir visitas. En el lado norte están los almacenes o cilla para guardar el grano y el heno. Al oeste se hallan las habitaciones de los trabajadores y las estancias destinadas a establos. En el lado este no hay dependencias, pues es el muro que separa la zona de servicios con la de la comunidad. En este muro se encuentran los vanos de acceso al monasterio propiamente dicho. Por el centro se entra a la iglesia.
La iglesia está dividida en dos tramos: el primero es el coro para los conversos (converso es el lego sin opción al sacerdocio) y donados (hermanos o novicios), y el segundo es el de los monjes o padres. A veces existía otro espacio entre la entrada y el coro de conversos, destinado a los visitantes y gente del exterior. Pegadas a la nave norte de la iglesia estaban la sacristía y algunas capillas; junto al muro norte de dichas capillas puede verse en el plano la celda del prior con acceso a su pequeño huerto. Junto al muro de la nave sur se ve un pequeño claustro llamado claustrum minus que servía de articulación para las estancias del refectorio (o comedor), sala capitular y cocina. Estas dependencias no tenían la importancia de los monasterios de otras órdenes religiosas y se usaban en contadas ocasiones (salvo la cocina). En este mismo muro de la iglesia y colindando con la zona de servicios puede verse otra dependencia a la que se entraba desde dicha zona o desde el claustro: es una capilla destinada a los protectores de la cartuja de Clermont, la familia Pontgibaud.
Hacia la izquierda, junto a la celda del prior se halla un corredor que conduce al gran patio o claustro mayor, distribuidor de las celdas de los monjes. Todas las celdas tenían el mismo tamaño salvo las de las esquinas cuyo huerto era algo más grande con el único propósito de equilibrar la arquitectura. Los cartujos enterraban a sus monjes en este patio, en un recinto acotado, para tener siempre presente la fugacidad de la vida y la inminente muerte.

### Descripción de una celda

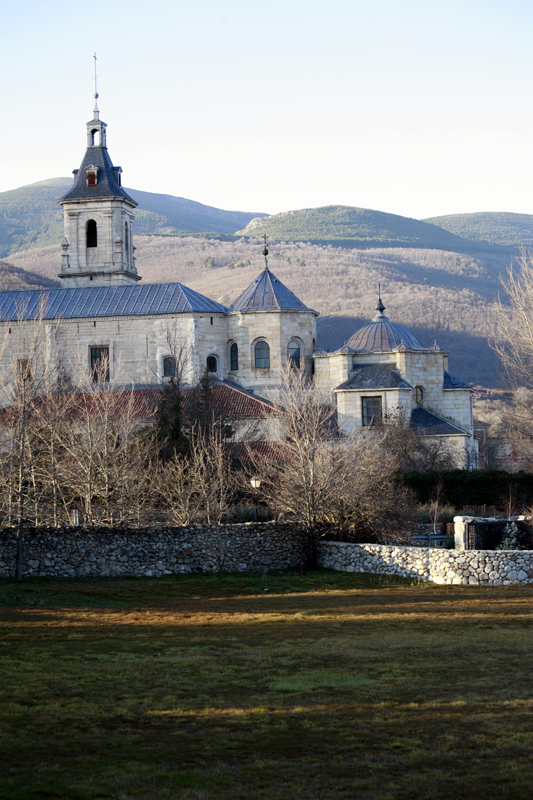
Monasterio de Santa María de El Paular, situado en el valle del Lozoya, en el noroeste de la Comunidad de Madrid (España).

La celda de un cartujo tenía como mobiliario un camastro de madera con un saco de paja y dos mantas más almohada, un banco, una mesa y una estantería con dos únicos libros de que podían disponer. En la pared podían tener colgado un crucifijo o un cuadro de devoción. La celda tenía un pequeño añadido que servía como cuarto de estar. Desde ella se accedía al huerto. Por uno de sus lados había un corredor que la aislaba de la panda del claustro, para evitar posibles turbaciones. Este corredor tenía a su vez un pequeño pórtico por el que podía entrar el prior al huerto para inspeccionarlo y dar el visto bueno. Todos los huertos estaban protegidos por un muro que rodeaba el conjunto monástico. Por el otro lado había otro corredor que conducía hasta la letrina que se encontraba al fondo. En el lado opuesto había una estrecha abertura que daba a la panda del claustro. Por esta abertura un hermano o converso depositaba la comida que solía consistir en pan, jarra de vino y alguna otra cosa que no produjese el huerto.
Las celdas de los cartujos se mantuvieron siempre sobrias y pobres sin que la suntuosidad de la iglesia o del resto del monasterio (cuando la hubiera) las contaminase en ningún sentido.

### El arte en una cartuja
Durante los siglos XIV y XV los reyes, nobles, príncipes de la iglesia, burgueses, etc., dotaron a los cartujos de grandes obras de arte. Los reyes de Castilla favorecieron en este sentido a los cartujos de Miraflores en Burgos (España) y el Paular en Madrid. Pueden verse fabulosos sepulcros, magníficos escudos y gran ornamentación en las iglesias. Los duques de Borgoña hicieron otro tanto con la cartuja de Champmol en Dijon, donde se conservan obras de los mejores artistas de la época: Jean de Marville (escultor), Claus Sluter, escultor representativo de esta época que influyó en la escultura gótica del siglo XV y cuya obra maestra en esta cartuja es el gran Calvario del que se conserva el alto pedestal conocido como El pozo de Moisés, con representaciones de Moisés, David, Jeremías, Zacarías, Isaías y Daniel. Le ayudó su sobrino Claus de Werwe, autor del sepulcro de Felipe II de Borgoña en esta misma cartuja.

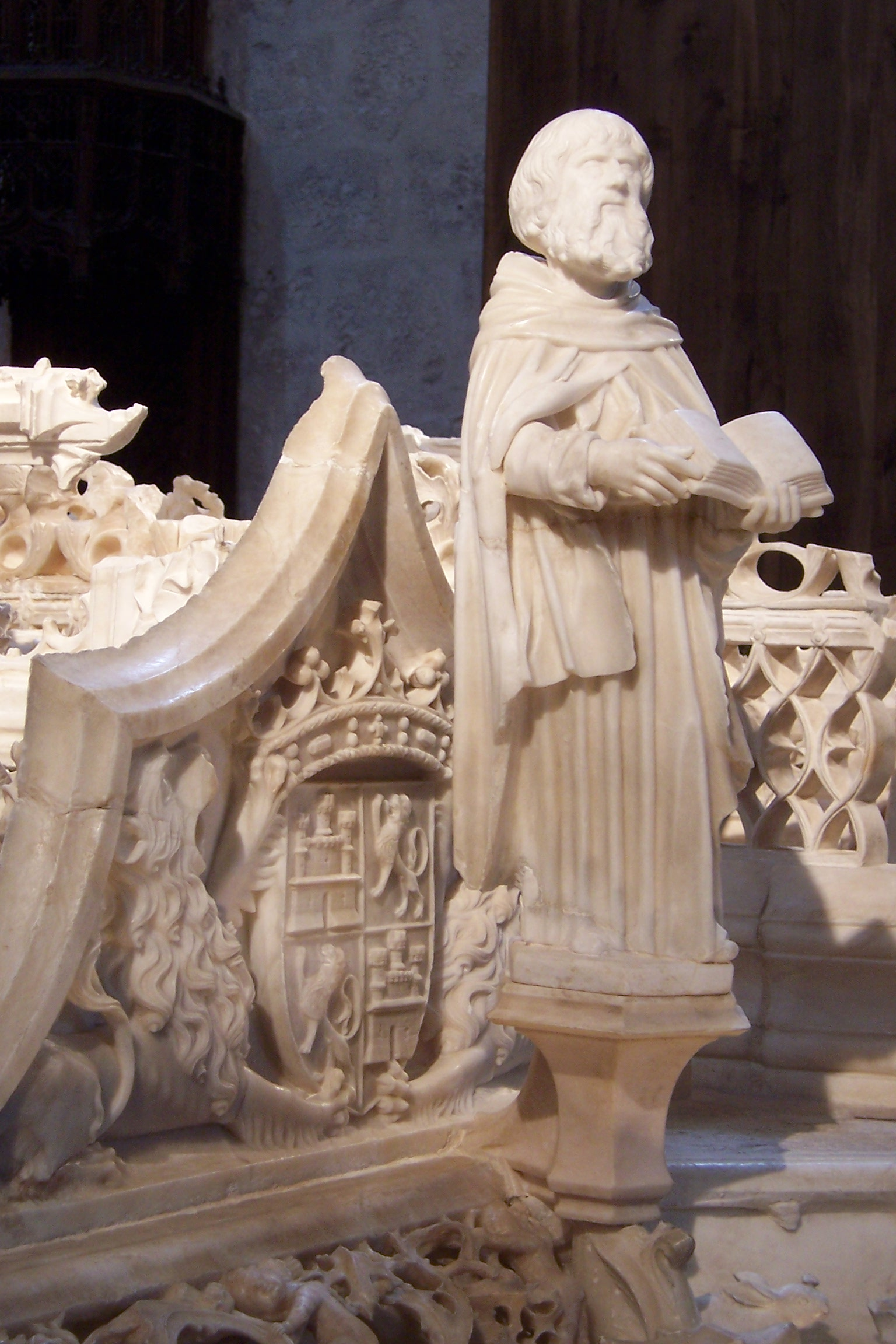
Detalle del monumento funerario de Juan II en la Cartuja de Miraflores, obra de Gil de Siloé.

El arquitecto responsable de la obra fue Drouet de Dammartin que llevó a cabo una total transformación, convirtiendo un humilde monasterio en otro de aspecto suntuoso. Los pintores consagrados fueron Broederlam (1394-1399) cuyas tablas están en el museo de Dijon y Simone Martini (1283-1344), artista del trecento italiano.
El arte funerario en las cartujas se manifiesta de manera muy especial pues era este tema el que impulsaba a los patrocinadores a ensalzar y enriquecer los monasterios de esta orden religiosa tan dedicada a la oración. Así surgió la moda desde Champmol de construir los monumentos funerarios en mitad de la iglesia para que las oraciones de los cartujos, dirigidas al altar mayor, no tuvieran más remedio que tropezar con los enterramientos. Tal era la fe en estas oraciones por la salvación del alma. El monumento funerario estaba acompañado por las estatuas de los monjes en pleno rezo afligido (los llamados pleurants), con el rostro oculto por la capucha. Fue una moda que se extendió por toda Europa. En la cartuja de Miraflores de Burgos, Isabel la Católica mandó erigir un monumento funerario a sus padres, también en medio de la iglesia. La diferencia con el de Champmol está en la ausencia de todo aire fúnebre y dramático. En este caso del autor Gil de Siloé al hacer su obra casi un siglo después de la francesa y ateniéndose a otras modas, dota a sus personajes de un aire dulce y sereno.

## Monasterios

### En España

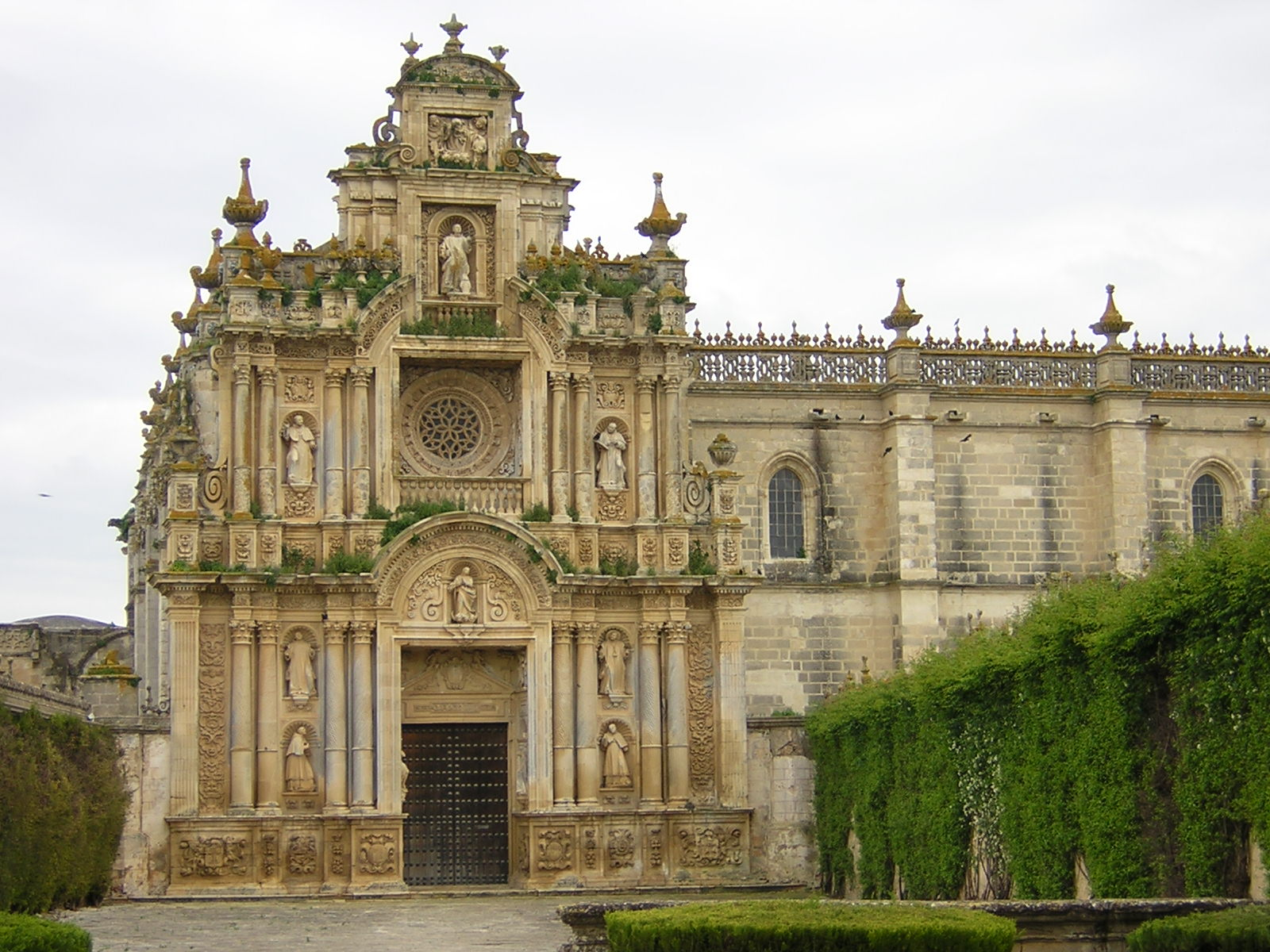
Santa María de la Defensión (Jerez de la Frontera)

De todos los monasterios cartujos que existen en España sólo seis continúan siendo monasterios de la orden y de esos seis solamente tres permanecen habitados por monjes. El más antiguo en España posiblemente fue la Cartuja de Scala Dei y el más antiguo aún habitado por monjes es el de Porta Coeli.

#### Andalucía
- Monasterio de la Cartuja (Sevilla) (1401-1836)
- Cartuja de Cazalla de la Sierra, Cazalla de la Sierra (Sevilla) (1476-1836)
- Cartuja de Granada (1515-1835)
- Cartuja de Cazalla de la Sierra (1490-siglo XVIII)
- Cartuja de Jerez de la Frontera (1476)

#### Aragón
- Cartuja de Aula Dei (1563)
- Cartuja de la Inmaculada Concepción (1639)
- Cartuja de Nuestra Señora de las Fuentes (1507)

#### Castilla y León
- Cartuja de Miraflores (1442), en Burgos, en la actualidad con monjes cartujos.
- Cartuja de Aniago (1441), provincia de Valladolid.

#### Cataluña
- Cartuja de Montealegre (1314), en la actualidad con monjes cartujos.
- Cartuja de Scala Dei (1163)
- Cartuja de san Pablo de Maresme
- Cartuja de San Jaime de Valparaíso (1344)

#### Madrid
- Monasterio de Santa María de El Paular (1390)

#### Comunidad Valenciana
- Cartuja de Porta Coeli (1272), en la actualidad con monjes cartujos.
- Cartuja de Vall de Cristo (1385)
- Cartuja de Ara Christi (1585)
- Cartuja de Via Coeli (1640)

#### Baleares
- Cartuja de Valldemosa (1399)

### Fuera de España

#### Francia
- Cartuja de Champmol
- La Grande Chartreuse, en la actualidad con monjes cartujos.
- Cartuja de Montrieux, en la actualidad con monjes cartujos.
- Cartuja de Portes, en la actualidad con monjes cartujos.
- Cartuja de Clermont
- Cartuja de Valbonne

#### Alemania
- Cartuja de Friburgo
- Cartuja de Marienau, en la actualidad con monjes cartujos.

#### Italia
- Cartuja de Pavía
- Cartuja de San Martino
- Cartuja de Serra San Bruno, en la actualidad con monjes cartujos.
- Cartuja de Farneta, en la actualidad con monjes cartujos.

#### Argentina

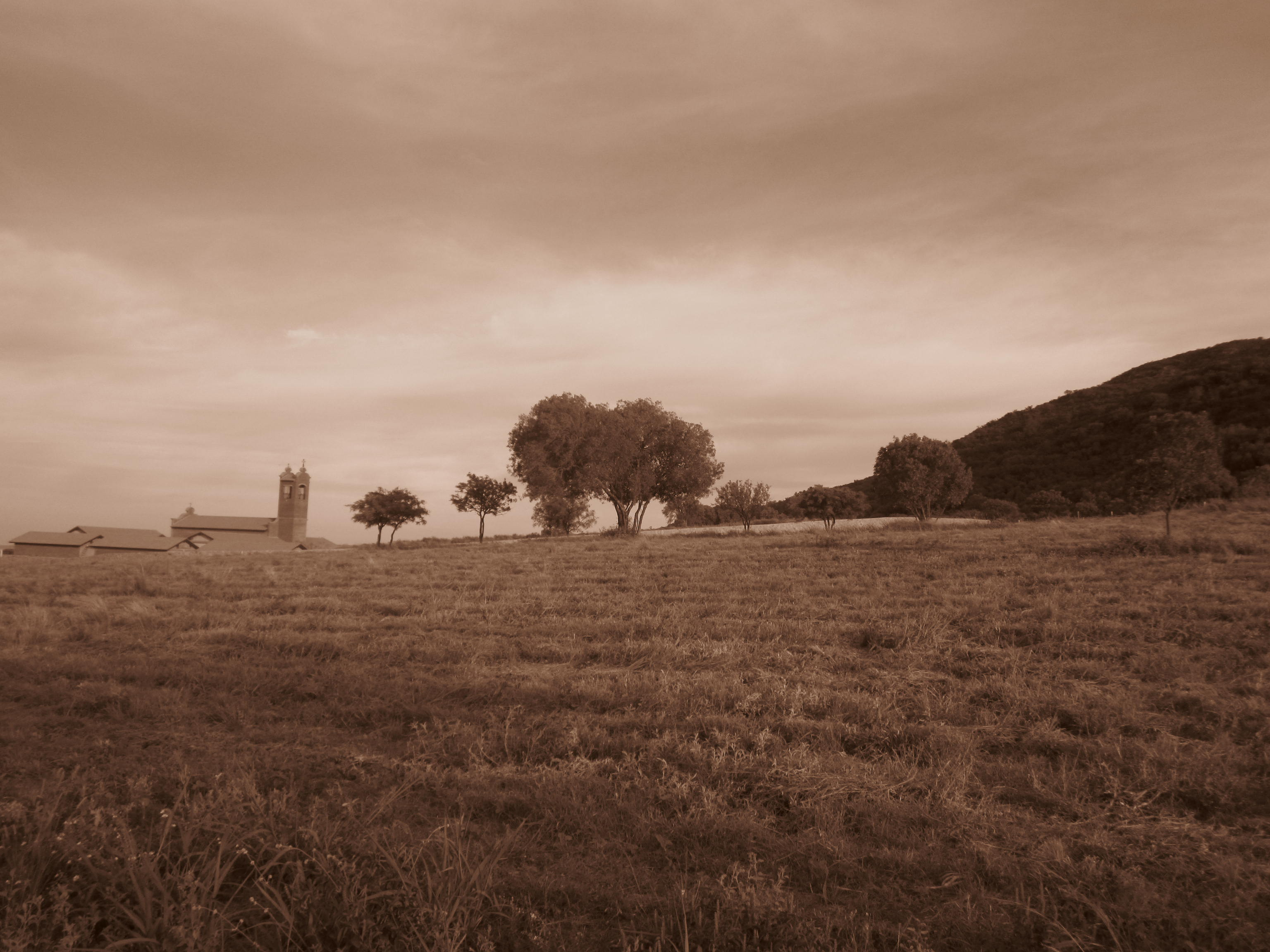
Cartuja San José, Argentina

- Cartuja San José (Deán Funes), en la actualidad con monjes cartujos.

#### Brasil
- Cartuja de María Medianera en el Estado del Río Grande do Sul, en la actualidad con monjes cartujos.

#### Estados Unidos de América
- Cartuja de la Transfiguración, en el Estado de Vermont, en la actualidad con monjes cartujos.

#### Eslovenia
- Cartuja de Pleterje, en la actualidad con monjes cartujos.

#### Corea del Sur
- Cartuja de Nuestra Señora de Corea, en la actualidad con monjes cartujos.

#### Suiza
+ Cartuja de La Valsainte en el cantón de Friburgo, en la actualidad con monjes cartujos.

#### Inglaterra
- Cartuja de Parkminster en West Sussex, en la actualidad con monjes cartujos.

### Documentales
- Filme El gran silencio, documental sobre la vida en un monasterio cartujo

- Datos: Q15823129
- Multimedia: Carthusian monasteries / Q15823129